# Salm-Reifferscheid-Bedbur
Salm-Reifferscheid-Bedbur is een zijlinie van het geslacht Salm.  Het gebied van deze tak lag in Baden-Württemberg.

## Voorgeschiedenis
Het grondgebied van het geslacht Salm werd in 1165 verdeeld in twee graafschappen: Graafschap Neder-Salm (in de Ardennen) en Graafschap Opper-Salm (in de Vogezen in het huidige Frankrijk). Neder-Salm kwam in 1416 in handen van de heren van Reifferscheid en werd in 1639 opgedeeld in twee gebieden: Salm-Reifferscheid-Bedbur en Salm-Reifferscheid-Dyck.

## Geschiedenis
Salm-Reifferscheid-Bedbur ontstond in 1639 door opsplitsing van het gebied van Salm-Reifferscheid. De eerste altgraaf was Erich Adolf van Salm-Reifferscheid, die na zijn dood werd opgevolgd door zijn tweede zoon Franz Wilhelm. In 1734 werd het graafschap opgedeeld in drie gebieden: Salm-Reifferscheid-Bedbur, Salm-Reifferscheid-Raitz en Salm-Reifferscheid-Hainsbach. Ze werden alle drie bestuurd door een afstammeling van Franz Wilhelm. Vervolgens werd het graafschap bestuurd door Karl Anton, Siegmund en Franz Wilhelm II. In 1803 kreeg het geslacht Salm-Reifferscheid-Bedbur de naam Salm-Reifferscheid-Krautheim.

## Altgraven van Salm-Reifferscheid-Bedbur
- Erich Adolf (1639-1678)
- Franz Wilhelm I (1678-1734)
- Karl Anton (1734-1755)
- Siegmund (1755-1798)
- Franz Wilhelm II (1798-1803)